# Blåhallonknoppmal
Blåhallonknoppmal (Lampronia flavimitrella) är en fjärilsart som först beskrevs av Jacob Hübner 1817.  Blåhallonknoppmal ingår i släktet Lampronia, och familjen knoppmalar. Arten är reproducerande i Sverige.

## Bildgalleri

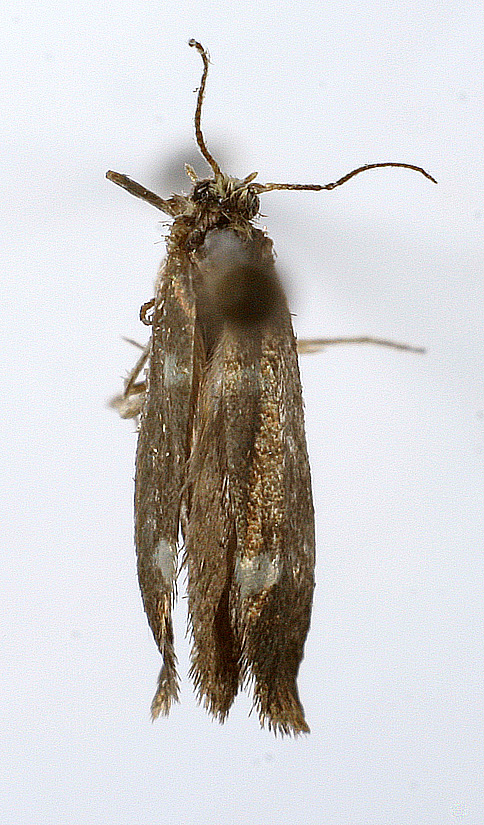